# Седых, Василий Яковлевич
Василий Яковлевич Седых (12 марта 1887 г., г. Курск, Российская империя — 4 июня 1963) — революционер, партийный и государственный деятель БССР.

## Биография
Участник Революции 1905-07 годов, член Курского городского комитета РСДРП. За революционную деятельность неоднократно был арестован и сослан.
Участник Гражданской войны.
С 1921 года на партийной, советской и профсоюзной работе в Курске, Мичуринске, Воронеже, Москве.
С 1937 года председатель Полоцкого окружного исполкома, секретарь Партийной коллегии при уполномоченном Комиссии партийного контроля при ЦК ВКП(б) по БССР, председатель Верховного суда БССР. С 1943 года зав. сектором апелляций орготдела ЦК КП(б)б, в 1944—1959 годах член Партколлегии, парткомиссий при ЦК КПБ.
Председатель Ревизионной комиссии КПБ в 1938 — 1963 годах. Депутат Верховного Совета СССР в 1937— 1946 годах, Верховного Совета БССР в 1947 — 1963 годах.
Похоронен на Восточном кладбище. Над могилой установлен тёмный обелиск с бронзовым портретным барельефом и резной мемориальной надписью.

## Память
- Именем В. Я. Седых названа улица в Минске.